# Conseil consultatif (Qatar)
Pour les autres articles nationaux ou selon les autres juridictions, voir Conseil consultatif.
Le Conseil consultatif (en arabe : مجلس الشورى القطري, Majlis al-Choura,  litt. Conseil de la choura) est le parlement monocaméral du Qatar. Le conseil a pour fonction d'orienter les décisions politiques et les choix de l'émir dans les sujets concernant la politique de l'émirat.
Depuis le référendum constitutionnel de novembre 2024, l'ensemble de ses 45 membres sont nommés par l'émir.

## Histoire
La première session du Conseil consultatif a lieu le 1er mai 1972, soit un an après l'indépendance du pays. Le premier Conseil est composé de 20 membres nommés par Khalifa ben Hamad Al Thani. En 1975, le nombre de membres passe à 30, et à 45 en 2005 à la suite de l'adoption de la nouvelle constitution,.
La Constitution du Qatar est en effet adoptée par référendum en 2003 sous le règne de l'émir Hamad ben Khalifa Al Thani. Elle prévoit la mise en place des premières élections législatives, le Conseil consultatif se voyant doté de 45 membres dont 30 élus pour quatre ans au suffrage universel direct, uninominal majoritaire à un tour, et 15 nommés par l'émir. Le parlement ne possède cependant que très peu de pouvoirs, le Premier ministre restant responsable devant le seul émir, qui demeure un monarque absolu. L'ensemble des conseillers sont par ailleurs indépendants, les partis politiques étant interdits,.
En novembre 2017, Tamim ben Hamad Al Thani nomme 4 femmes au sein du Conseil consultatif de la Choura, une première dans l'histoire de cette institution.
Si le pays continue d'organiser tous les quatre ans depuis 1999 des élections municipales, les premières élections législatives sont reportées à de nombreuses reprises, avant d'être finalement organisées en octobre 2021 sous le règne de Tamim ben Hamad Al Thani, qui succède à son père en 2013,,. Le scrutin est organisé un an avant l'accueil par le pays de la Coupe du monde de football 2022, le gouvernement étant soucieux de donner l'image d'une ouverture démocratique dans ce contexte d'attention médiatique internationale. Les élections provoquent cependant des tensions tribales en raison de l'exclusion de plusieurs milliers de citoyens, la loi électorale restreignant le vote aux seuls descendants des qataris présents en 1930, excluant ainsi les descendants de citoyens naturalisés,. Principale concernée, la tribu des Al-Murrah est par la suite naturalisée dans son ensemble, le pouvoir s'inquiétant de l'attrait auprès d'elle de l'islam politique après une exclusion vécue comme une humiliation.
Lors de la session de reprise du Conseil consultatif du 15 octobre 2024, Tamim ben Hamad Al Thani annonce la mise à référendum d'une révision de la constitution, qui inclut entre autres le retour à un conseil consultatif intégralement nommé par l'émir. Affirmant avoir « tiré les leçons » de « l'expérience » démocratique, il déclare vouloir éviter les tensions entre familles et tribus provoquées par le processus électoral. Dans son discours, l'émir déclare avec franchise que le Conseil n'étant de toute manière « pas un Parlement représentatif dans un système démocratique, son statut et son autorité ne seront pas affectés, que ses membres soient élus ou nommés »,. La révision constitutionnelle est soumise à référendum le 5 novembre 2024, et approuvée à 90 % des voix, avec un taux de participation de 84 %. L'émir Tamim ben Hamad Al Thani se félicite des résultats, qui démontrent selon lui la célébration par les qataris « des valeurs d'unité et de justice ».

## Composition
Le Conseil consultatif est composé de 45 membres tous nommés par l'émir du Qatar. L'article 113 de la Constitution du Qatar fait bénéficier les membres du conseil consultatif de l'immunité parlementaire.
Jusqu'au référendum constitutionnel de novembre 2024, 30 des 45 membres étaient élus pour cinq ans au scrutin uninominal majoritaire à un tour dans autant de circonscriptions électorales, et les 15 restants nommés par l'émir.
Les partis politiques n'étant pas autorisés dans le pays, l'ensemble des candidats se présentaient en indépendants.

## Fonctionnement
Établi par la Constitution du Qatar pour discuter et adopter certains des actes principaux du pouvoir exécutif comme le dépôt des projets de loi du gouvernement ou la nomination de hauts fonctionnaires et officiers militaires. Il est présidé par l'émir du Qatar et réunit le Premier ministre ainsi que tous les ministres de plein exercice qui composent le gouvernement. Seul un compte rendu très synthétique des réunions étant publié, il est aussi censé permettre aux ministres de débattre librement de la politique du gouvernement. Il se réunit traditionnellement au palais princier, la résidence officielle de l'émir, bien qu’il puisse être convoqué en tout lieu et à tout moment par l'émir.

## Présidence
- Président : Hassan bin Abdullah al-Ghanem ;
- Secrétaire général : Fahad Bin Mubarak Al-Khayareen[18].